# میدوی، شهرستان آلامیدا، کالیفرنیا
میدوی (به انگلیسی: Midway) یک منطقهٔ مسکونی در ایالات متحده آمریکا است که در شهرستان آلامدا، کالیفرنیا واقع شده‌است. میدوی ۱۰۹ متر بالاتر از سطح دریا واقع شده‌است.